# اتیوپی در المپیک تابستانی ۲۰۲۴
کاروان المپیکی اتیوپی، یکی از کاروان‌های شرکت‌کننده در بازی‌های المپیک تابستانی ۲۰۲۴ بود. این دور از بازی‌ها از ۲۶ ژوئیه تا ۱۱ اوت ۲۰۲۴ (۵ تا ۲۱ مرداد ۱۴۰۳ خورشیدی) به میزبانی پاریس، پایتخت فرانسه برگزار شد.  اتیوپی پس از نخستین حضور خود در ۱۹۵۶، در همه‌ی ادوار پس از آن به جز سه دوره شرکت کرده‌اند. آنها در سال ۱۹۷۶ به میزبانی مونترآل، بخشی از تحریم کانگولوز بودند،  المپیک ۱۹۸۴ به میزبانی لس آنجلس را به‌عنوان بخشی از تحریم‌کنندگان به رهبری شوروی  بودند و المپیک ۱۹۸۸ به میزبانی سئول را به دلیل همبستگی با کره شمالی تحریم کردند.
اتیوپی در این دوره از بازی‌ها، با کسب یک مدال طلا و سه نقره در جایگاه چهل و هفتم رده‌بندی نهایی این دوره از بازی‌ها قرار گرفت.

## مدال‌آوران
| مدال | ورزشکار      | ورزش        | رویداد          | تاریخ  |
| ---- | ------------ | ----------- | --------------- | ------ |
| طلا  | تامیرات تولا | دو و میدانی | ماراتن مردان    | ۱۰ اوت |
| نقره | بریهو آرگاوی | دو و میدانی | ۱۰۰۰۰ متر مردان | ۲ اوت  |
| نقره | سیگه دوگوما  | دو و میدانی | ۸۰۰ متر زنان    | ۵ اوت  |
| نقره | تیگست آسفا   | دو و میدانی | ماراتن زنان     | ۱۱ اوت |

## شرکت‌کنندگان
به جز یک شناگر زن اتیوپیایی، دیگر ورزشکاران (۳۳ نفر) در رشته دو و میدانی به رقابت با دیگر ورزشکاران پرداختند.
| ورزش        | مردان | زنان | کل |
| ----------- | ----- | ---- | -- |
| دو و میدانی | ۱۶    | ۱۷   | ۳۳ |
| شنا         | ۰     | ۱    | ۱  |
| کل          | ۱۶    | ۱۸   | ۳۴ |